# Tiếng Ca Tua
Tiếng Katua (Ca Tua) là một ngôn ngữ thuộc ngữ hệ Nam Á được nói tại Việt Nam.